# Lista de primeiros-ministros do Paquistão
Esta é uma lista dos primeiros-ministros do Paquistão (em urdu:  وزير اعظم‎, translietrado Wazīr ē Aʿẓam, literalmente Grão-Vizir). Neste país, o primeiro-ministro é o líder político e chefe de governo, sendo responsável pela nomeação dos restantes elementos do governo, presidir a reuniões de conselho de ministros e decidir quando convocar eleições gerais para a Assembleia Nacional. O cargo de primeiro-ministro foi criado imediatamente após o estabelecimento do Paquistão, através do acto de Independência da India de 1947.
Liaquat Ali Khan, nomeado como o primeiro primeiro-ministro do Paquistão em 1947, foi assassinado em 1951. Entre 1951 e 1958 houve seis pessoas a ocupar o cargo, quando o cargo foi dissolvido pelo primeiro presidente Iskander Mirza, o primeiro Presidente do Paquistão. Mais tarde, Yahya Khan, terceiro presidente do Paquistão, nomeou Nurul Amin como primeiro-ministro em 1971, embora este tenha desempenhado funções por apenas treze dias. Sob a constituição de 1973, o cargo foi restituído e Zulfikar Ali Bhutto tornou-se primeiro-ministro. Bhutto foi retirado do cargo por Muhammad Zia-ul-Haq duante a Operação Fair Play em 1977, que fez com que o cargo fosse abolido, e tendo Zia tornado-se Administrador Chefe da Lei Marcial. Em 1985 Zia nomeou Muhammad Khan Junejo como primeiro-ministro, e posteriormente foi demitido pela Oitava Emenda da Constituição do Paquistão, em 1988.
Benazir Bhutto e Nawaz Sharif ocuparam ambos o cargo por duas vezes não consecutivas entre 1988 e 1999: Bhutto durante 1988–90 e 1993–96, e Sharif durante 1990–93 e 1997–99. Com as décima-terceira e décima-quarta emendas da constituição, Sharif tornou-se no mais poderoso primeiro-ministro da história do Paquistão. Com cinco anos e quatro meses no total, Sharif é a pessoa que por mais tempo serviu no cargo. Em 1999 Sharif foi derrubado por Pervez Musharraf através de um golpe de estado militar. Sharif foi re-eleito para um terceiro termo não consecutivo no dia 5 de Junho de 2013, batendo um recorde na história política do Paquistão.
O cargo ficou vazio até Zafarullah Khan Jamali assumir depois das eleições de 2002. Raja Pervez Ashraf do Partido Popular Paquistanês foi eleito no dia 25 de Junho de 2012, depois da desqualificação de Yousaf Raza Gillani no dia 19 de Junho de 2012 pelo Supremo Tribunal do Paquistão. O mandato do primeiro-ministro I. I. Chundrigar foi o mais curto da história do Paquistão, tendo durado apenas 55 dias. Com aproximadamente cinco anos e quatro meses no total, o mandato de Sharif foi o mais longo. Sharif foi re-eleito para um terceiro mandato não-consecutivo no dia 5 de Junho de 2013, um recorde na história do Paquistão. Embora, durante grande parte da história, a política nacional paquistanesa tenha sido dominada por departamentos do exército das Forças Armadas do Paquistão, nos últimos anos tem sido dominada por partidos políticos.

## Cores
| Símbolo/Cores | Significado                                  |
| ------------- | -------------------------------------------- |
| A             | Governo provisório                           |
|               | Liga Muçulmana - Liga Muçulmana do Paquistão |
|               | Liga Popular de Bangladesh                   |
|               | Partido Republicano                          |
|               | Partido Popular do Paquistão                 |
|               | Partido Nacional Popular                     |
|               | Liga Muçulmana do Paquistão-N                |
|               | Liga Muçulmana do Paquistão-Q                |
|               | Independente                                 |
|               | Movimento Paquistanês pela Justiça           |
|               | Posição abolida/vaga                         |

## Lista de primeiros-ministros
| N.º                                             | Imagem | Nome                      | Início                  | Fim                                 | Tempo em funções           | Eleição                 | Partido político (Aliança)                 | Partido político (Aliança) | Notas |
| ----------------------------------------------- | --- | ------------------------- | ----------------------- | ----------------------------------- | -------------------------- | ----------------------- | ------------------------------------------ | -------------------------- | --- |
| 1                                               | A black-and-white head and shoulder shoot of a man with spetacles, wearing coat and a tie.                                           | Liaquat Ali Khan          | 14 de Agosto de 1947    | 16 de Outubro de 1951 (assassinado) | 4 anos, 2 meses, 2 dias,   | —                       | Liga Muçulmana                             |                            | Liaquat Ali Khan foi nomeado como o primeiro primeiro-ministro do Paquistão pelo Governador-geral do Paquistão em 1947. Foi assassinado em 1951, e Khawaja Nazimuddin assumiu o cargo. |
| 16 de Outubro de 1951 – 17 de Outubro de 1951   | |                           |                         |                                     |                            |                         |                                            |                            | |
| 2                                               | A black-and-white head ean shoulder shoot of a man wearing coat and Jinnah cap.                                                      | Khawaja Nazimuddin        | 17 de Outubro de 1951   | 17 de Abril de 1953                 | 1 ano, 6 meses,            | —                       | Liga Muçulmana                             |                            | Nazimuddin tornou-se primeiro-ministro depois do assassinato de Liaquat Ali Khan em 1951. Deixou o cargo quando o Governador-geral Malik Ghulam Muhammad dissolvei o seu governo em 1953. |
| 3                                               | A black-and-white head ean shoulder shoot of a man wearing white shirt and a black tie.                                              | Muhammad Ali Bogra        | 17 de Abril de 1953     | 12 de Agosto de 1955                | 2 anos, 3 meses, 26 dias,  | —                       | Liga Muçulmana                             |                            | Uma personalidade relativamente desconhecida na política do Paquistão, Bogra substituiu Khwaja Nazimuddin como primeiro-ministro. Iskander Mirza, o então Governador-geral, demitiu o seu governo em 1955. |
| 4                                               | | Chaudhry Muhammad Ali     | 12 de Agosto de 1955    | 12 de Setembro de 1956              | 1 ano, 1 mês,              | —                       | Liga Muçulmana                             |                            | Ali assumiu funções depois de Bogra, em 1955. Demitiu-se da posição um ano mais tarde, depois de entrar em conflito com o governador-geral. |
| 5                                               | | Huseyn Shaheed Suhrawardy | 12 de Setembro de 1956  | 17 de Outubro de 1957               | 1 ano, 1 mês, 5 dias,      | —                       | Liga Popular de Bangladesh                 |                            | Suhrawardy desempenhou funções um ano, tendo posteriormente se demitido em 1957, devido a divergências com o governador-geral. |
| 6                                               | | Ibrahim Ismail Chundrigar | 17 de Outubro de 1957   | 16 de Dezembro de 1957              | 1 mês, 29 dias,            | —                       | Liga Muçulmana                             |                            | Chundrigar foi nomeado primeiro-ministro por Iskander Mirza depois de Suhrawardy se demitir. Permaneceu no cargo durante dois meses e demitiu-se em Dezembro de 1957. |
| 7                                               | | Feroz Khan Noon           | 16 de Dezembro de 1957  | 7 de Outubro de 1958                | 9 meses, 21 dias,          | —                       | Partido Republicano                        |                            | Noon foi o escolhido para ser o 7º primeiro-ministro do Paquistão, contudo, nove meses mais tarde foi retirado do cargo durante o golpe de estado de 1958. |
| 7 de Outubro de 1958 – 24 de Outubro de 1958    | |                           |                         |                                     |                            |                         |                                            |                            | |
| 8                                               | | Ayub Khan                 | 24 de Outubro de 1958   | 28 de Outubro de 1958               | 4 dias,                    | —                       | Independente                               |                            | Ayub Khan tornou-se primeiro-ministro depois do golpe de estado de 1958. Ficou no cargo durante quatro dias, tendo sido forçado por Mirza a demitir-se e a tornar-se no segundo presidente do Paquistão. |
| 28 de Outubro de 1958 – 7 de Dezembro de 1971   | |                           |                         |                                     |                            |                         |                                            |                            | |
| 9                                               | | Nurul Amin                | 7 de Dezembro de 1971   | 20 de Dezembro de 1971              | 13 dias,                   | 7 de Dezembro de 1970   | Liga Muçulmana do Paquistão                |                            | Amin foi nomeado por Yahya Khan como primeiro-ministro do Paquistão; foi também o primeiro e único vice-presidente do Paquistão, entre 1970 e 1972, liderando o seu país na Guerra entre o Paquistão e a Índia em 1971. |
| 20 de Dezembro de 1971 – 14 de Agosto de 1973   | |                           |                         |                                     |                            |                         |                                            |                            | |
| 10                                              | A man during a conversation. | Zulfikar Ali Bhutto       | 14 de Agosto de 1973    | 5 de Julho de 1977                  | 3 anos, 10 meses, 21 dias, | 14 de Agosto de 1973    | Partido Popular do Paquistão               |                            | Bhutto demitiu-se como presidente e tornou-se primeiro-ministro depois da promulgação da constituição de 1973, que estabeleceu um sistema parlamentar. Foi deposto pelo golpe de estado de 1977, pelo general Muhammad Zia-ul-Haq, em Julho de 1977.                                                                                           |
| 5 de Julho de 1977 – 24 de Março de 1985        | |                           |                         |                                     |                            |                         |                                            |                            | |
| 11                                              | | Muhammad Khan Junejo      | 24 de Março de 1985     | 29 de Maio de 1988                  | 3 anos, 2 meses, 5 dias,   | 28 de Fevereiro de 1985 | Liga Muçulmana do Paquistão (Independente) |                            | Junejo foi eleito primeiro-ministro do Paquistão em 1985, tendo sido eleito como independente mas servindo pelo partido da Liga Muçulmana do Paquistão. Foi demitido pelo presidente depois da oitava emenda da constituição. |
| 29 de Maio de 1988 – 2 de Dezembro de 1988      | |                           |                         |                                     |                            |                         |                                            |                            | |
| 12                                              | A head and shoulder shoot of a woman in traditional Pakistani dress.                                                                 | Benazir Bhutto            | 2 de Dezembro de 1988   | 6 de Agosto de 1990                 | 1 ano, 8 meses, 4 dias,    | 16 de Novembro de 1988  | Partido Popular do Paquistão               |                            | Bhutto tornou-se na primeira mulher do Paquistão a liderar uma força política, em 1982. Seis anos mais tarde, tornou-se na primeira mulher a ser eleita chefe de governo e um país muçulmano. |
| A                                               | | Ghulam Mustafa Jatoi      | 6 de Agosto de 1990     | 6 de Novembro de 1990               | 3 meses,                   | —                       | Partido Nacional Popular                   |                            | Jatoi foi nomeado pelo presidente Ghulam Ishaq Khan como primeiro-ministro provisório. |
| 13                                              | A head and shoulder shoot of a man from the left.                                                                                    | Nawaz Sharif              | 6 de Novembro de 1990   | 18 de Abril de 1993                 | 2 anos, 5 meses, 12 dias,  | 24 de Outubro de 1990   | Liga Muçulmana do Paquistão-N              |                            | Sharif foi eleito primeiro-ministro no dia 1 de Novembro de 1990. O presidente Ghulam Ishaq Khan dissolveu o seu governo em Abril de 1993, que mais tarde foi restituído pelo Supremo Tribunal do Paquistão. |
| A                                               | | Balakh Sher Mazari        | 18 de Abril de 1993     | 26 de Maio de 1993                  | 1 mês, 8 dias,             | —                       | Partido Popular do Paquistão               |                            | Nomeado pelo presidente Khan como primeiro-ministro provisório, o seu termo terminou quando o Supremo Tribunal do Paquistão restaurou o governo de Sharif. |
| (13)                                            | A head and shoulder shoot of a man from the front, taken in the 90’s during his Prime Ministery term.                                | Nawaz Sharif              | 26 de Maio de 1993      | 18 de Julho de 1993                 | 1 mês, 22 dias,            | —                       | Liga Muçulmana do Paquistão-N              |                            | Sharif sobreviveu a uma crise constitucional quando o presidente decidiu demitir o seu governo, em Abril de 1993, mas viu o seu governo a ser restituído por decisão do Supremo Tribunal do Paquistão. Sharif demitiu-se do posto depois de negociar um acordo no qual, ao demitir-se, o presidente perderia o cargo também, em Julho de 1993. |
| A                                               | | Moeenuddin Ahmad Qureshi  | 18 de Julho de 1993     | 19 de Outubro de 1993               | 3 meses, 1 dia,            | —                       | Independente                               |                            | Depois da demissão de Sharif's, Qureshi foi nomeado primeiro-ministro provisório. |
| (12)                                            | A head and shoulder shoot of a man from the left.                                                                                    | Benazir Bhutto            | 19 de Outubro de 1993   | 5 de Novembro de 1996               | 3 anos, 17 dias,           | 6 de Outubro de 1993    | Partido Popular do Paquistão               |                            | Bhutto foi re-eleita para um segundo mandato em 1993. Sobreviveu a uma tentativa de golpe de estado em 1995, contudo, em Novembro de 1996, o seu governo foi demitido pelo presidente Farooq Leghari. |
| A                                               | — | Malik Meraj Khalid        | 5 de Novembro de 1996   | 17 de Fevereiro de 1997             | 3 meses, 12 dias,          | —                       | Independente                               |                            | Khalid foi nomeado primeiro-ministro provisório depois da demissão do governo de Bhutto. |
| (13)                                            | A head and shoulder shoot of a man from the left, this image may or may not reflect time period, best advices to find one from 1997. | Nawaz Sharif              | 17 de Fevereiro de 1997 | 12 de Outubro de 1999               | 2 anos, 7 meses, 25 dias.  | 3 de Fevereiro de 1997  | Liga Muçulmana do Paquistão-N              |                            | Sharif foi re-eleito primeiro ministro com um mandato exclusivo por todo o Paquistão para um segundo mandato não consecutivo em Fevereiro de 1997. O seu governo foi deposto pelo general Pervez Musharraf em Outubro de 1999, e a lei marcial foi imposta em todo o país.                                                                     |
| 12 de Outubro de 1999 – 23 de Novembro de 2002  | |                           |                         |                                     |                            |                         |                                            |                            | |
| 14                                              | A beard man sitting in an office. | Zafarullah Khan Jamali    | 23 de Novembro de 2002  | 26 de Julho de 2004                 | 1 ano, 8 meses, 3 dias,    | 10 de Outubro de 2002   | Liga Muçulmana do Paquistão-Q              |                            | Jamali foi eleito como primeiro-ministro do Paquistão em Novembro de 2002. Continuou com as politicas económicas de Pervez Musharraf mas não conseguiu completar o seu mandato, tendo-se demitido do cargo em Julho de 2004. |
| 26 de Julho de 2004 – 30 de Julho de 2004       | |                           |                         |                                     |                            |                         |                                            |                            | |
| 15                                              | A side shoot of a man looking at the camera.                                                                                         | Chaudhry Shujaat Hussain  | 30 de Julho de 2004     | 26 de Agosto de 2004                | 3 semanas, 27 dias,        | —                       | Liga Muçulmana do Paquistão-Q              |                            | O Parlamento do Paquistão elegeu Hussain como primeiro-ministro para servir por um período de cinquenta dias antes de Shaukat Aziz o substituir permanentemente. |
| 26 de Agosto de 2004 – 28 de Agosto de 2004     | |                           |                         |                                     |                            |                         |                                            |                            | |
| 16                                              | A head and shoulder shoot of a man wearing a coat and tie.                                                                           | Shaukat Aziz              | 28 de Agosto de 2004    | 15 de Novembro de 2007              | 3 anos, 2 meses, 18 dias,  | —                       | Liga Muçulmana do Paquistão-Q              |                            | Aziz assumiu o cargo de primeiro-ministro em Agosto de 2004. Deixou o cargo no final do mandato, em Novembro de 2007, tendo-se tornado no primeiro primeiro-ministro do Paquistão a conseguir chegar ao final do mandato. |
| 15 de Novembro de 2007 – 16 de Novembro de 2007 | |                           |                         |                                     |                            |                         |                                            |                            | |
| A                                               | A head and shoulder shoot of a beard man wearing spectacles                                                                          | Muhammad Mian Soomro      | 16 de Novembro de 2007  | 24 de Março de 2008                 | 4 meses, 8 dias,           | —                       | Liga Muçulmana do Paquistão-Q              |                            | Soomro assumiu o cargo como primeiro-ministro provisório em Novembro de 2007. |
| 17                                              | A shoot of a man during a meeting.                                                                                                   | Yousaf Raza Gillani       | 25 de Março de 2008     | 19 de Junho de 2012                 | 4 anos, 2 meses, 25 dias.  | 18 de Fevereiro de 2008 | Partido Popular do Paquistão               |                            | Gillani foi eleito primeiro-ministro em Março de 2008. |
| 19 de Junho de 2012 – 22 de Junho de 2012       | |                           |                         |                                     |                            |                         |                                            |                            | |
| 18                                              | | Raja Pervaiz Ashraf       | 22 de Junho de 2012     | 24 de Março de 2013                 | 9 meses, 2 dias,           | —                       | Partido Popular do Paquistão               |                            | Ashraf assumiu o cargo de primeiro-ministro em Junho de 2012, depois de Gillani ser demitido por estar envolvido em problemas judiciais. |
| 24 de Março de 2013 – 25 de Março de 2013       | |                           |                         |                                     |                            |                         |                                            |                            | |
| A                                               | | Mir Hazar Khan Khoso      | 25 de Março de 2013     | 5 de Junho de 2013                  | 2 meses, 11 dias,          | —                       | Independente                               |                            | Khoso foi nomeado como primeiro-ministro pela Comissão de Eleição do Paquistão, no dia 24 de Março, e iniciou funções no dia seguinte. |
| (13)                                            | A head and shoulder shoot of a man from the left.                                                                                    | Muhammad Nawaz Sharif     | 5 de Junho de 2013      | 28 de Julho de 2017                 | 4 anos, 1 mês, 23 dias,    | 11 de Maio de 2013      | Liga Muçulmana do Paquistão-N              |                            | A 5 de Junho de 2013, Sharif assumiu o cargo pela terceira vez não consecutiva. |
| 28 de Julho de 2017 – 1 de Agosto de 2017       | |                           |                         |                                     |                            |                         |                                            |                            | |
| 19                                              | | Shahid Khaqan Abbasi      | 1 de Agosto de 2017     | 31 de Maio de 2018                  | 10 meses                   | —                       | Liga Muçulmana do Paquistão-N              |                            | O parlamento elegeu Shahid Khagan Abbasi como primeiro-ministro para servir por um período de cinquenta dias antes de ser substituído permanentemente por Sharif. |
| 20                                              | | Imran Khan                | 18 de Agosto de 2018    | 10 de abril de 2022                 | 3 anos, 235 dias           | 25 de Julho de 2018     | Movimento Paquistanês pela Justiça         |                            | As eleições no Paquistão em 2018 ocorreram no dia 25 de Julho; o partido vencedor, o Movimento Paquistanês pela Justiça, ganhou com uma vitória esmagadora. No dia 18 de Agosto de 2018, Imran Khan assumiu o cargo de primeiro-ministro. |
| 21                                              | | Shehbaz Sharif            | 11 de Abril de 2022     | 14 de Agosto de 2023                | 1 ano, 125 dias            | —                       | Liga Muçulmana do Paquistão-N              |                            | Assumiu após uma moção de desconfiança contra Imran Khan passar no Parlamento. |
| 22                                              | | Anwar ul Haq Kakar        | 14 de agosto de 2023    | 4 de Março de 2024                  |                            | —                       | Independente                               |                            | Assumiu como interino após a dissolução do Parlamento a pedido de Shehbaz Sharif, em acordo com o líder da oposição. |
| (21)                                            | | Shehbaz Sharif            | 4 de Março de 2024      | presente                            |                            | —                       | Liga Muçulmana do Paquistão-N              |                            | Sharif foi eleito primeiro-ministro em Março de 2024. |